# Unique Thompson
Unique Alexandria Thompson (Theodore, 27 luglio 1999) è una cestista statunitense, professionista nel massimo campionato russo.

## Carriera
È stata selezionata dalle Indiana Fever al secondo giro del Draft WNBA 2021 (19ª scelta assoluta).
È stata la nona giocatrice nella storia di Auburn ad essere scelta al draft WNBA e la prima dal 2009.

### High school e college
È cresciuta a Theodore, Alabama, dove ha frequentato la Faith Academy.
In seguito, ha giocato al college alla Auburn University, dove ha segnato una media di 14,1 punti, 10,6 rimbalzi, 1,3 assist, 1,7 palle recuperate e 0,6 stoppate a partita con una percentuale dal campo del 52,8%.
Ha totalizzato 1.540 punti in carriera, 1.156 rimbalzi, migliore nella storia di Auburn.

### Professionista
Il 19 aprile del 2021 ha firmato un contratto per le Indiana Fever, per essere però tagliata prima dell'inizio della stagione. Nel 2022 ha partecipato al training camp delle Dallas Wings, non riuscendo a entrare in squadra.
Nell'estate 2022 ha giocato per le Albury Bandits, in Nuova Zelanda, disputando 12 incontri.
In seguito ha firmato un contratto per giocare in Russia, nella stagione 2021/2022, con lo Sparta&k, con cui ha disputato 19 partite nel massimo campionato russo.
Nella stagione successiva si è trasferita nell'Orenburg, disputando 40 partite di massimo campionato nel 2022/2023 e 21 nel 2023/2024.